# Guzmania donnellsmithii
Guzmania donnellsmithii là một loài thực vật có hoa trong họ Bromeliaceae. Loài này được Mez ex Donn.Sm. mô tả khoa học đầu tiên năm 1903.